# 순상
순상(荀爽, 128년 ~ 190년)은 중국 후한 말기의 정치가로 조조의 참모였던 순욱의 숙부이다. 영천(潁川) 사람이며 자는 자명(慈明)이다.
어려서부터 학문에 뛰어난 재능을 보였으며 논어, 춘추를 12살의 어린 나이에 정통할 정도였다.
166년에는 낭중에 임명되었으며 이후 중사중랑, 시중, 종사, 사공 등을 지냈다.
190년 5월에 63세의 나이로 세상을 떠났다.

## 같이 보기
- 순욱
- 순유
- 순욱 (서진)
- 삼국지 인물 목록